# Bartholomäus I. von Tinti
Bartholomäus I. Reichsfreiherr von Tinti, Herr und Landmann in Tirol (* 24. September 1661 in Chiuduno; † 28. April 1757 im Gundelhof, Wien) war kaiserlicher Hofkammerrat und Kämmerer, sowie hoher Beamter des Heiligen Römischen Reichs Deutscher Nation.

## Leben

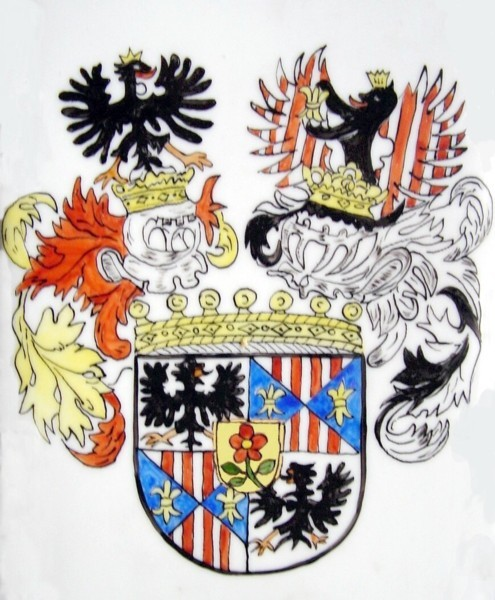
Wappen der Familie Tinti

Bartholomäus I. Tinti wurde 1661 in Chiuduno als Sohn des Carlo Tinti und dessen Gemahlin Grata Maria Finazzi geboren. Ab 1680 lebte er in Wien und kam rasch zu Ehren und Reichtum. Seit 1703 war er kaiserlicher Wirklicher Hofkammerrat, Kämmerer, Direktor des schlesischen Salzamtes (seit 1711), Herr und Landmann in Tirol (1711), Rat der Ministerialbancodeputation (seit 1734) und königlich portugiesischer Gesandter am kaiserlichen Hof in Wien (1709–1725).
Bartholomäus I. von Tinti entstammte einer alten Adelsfamilie. Er wurde von Kaiser Joseph I. in den Reichsritterstand erhoben (1707). Kaiser Karl VI. erhob ihn 1725 in den Freiherrnstand des Heiligen Römischen Reiches. Er war verheiratet mit Katharina Mayer von Mayersfeld und hatte mit ihr 9 Kinder.
Tinti erwarb 1707 die Herrschaft Enzersdorf an der Fischa, als Patronatsinhaber der Pfarrkirche Enzersdorf an der Fischa entstand 1714/1715 ein neues erweitertes barockes Langhaus, das Rechteckportal der Westfront trägt über einem Gesims eine Wappenkartusche Tinti flankiert von zwei Engeln. Er erwarb 1713 die Burg Plankenstein  und 1723 das Wiener Palais Porcia, das er allerdings 1750 an das kaiserliche Hofärar verkaufte.
Bartholomäus I. Reichsfreiherr von Tinti starb 1757 im Alter von 96 Jahren im Gundelhof in Wien und wurde in St. Stephan mit einem „Nachtbegräbnis I. Klasse mit Fackeln und Glockengeläut“ beigesetzt.